# Cafe Rio
Cafe Rio, ou Cafe Rio Mexican Grill, é uma cadeia americana de restaurantes fast casual sediada em Salt Lake City, com filiais no Arizona, Califórnia, Colorado, Idaho, Maryland, Montana, Nevada, Utah, Virgínia, Washington e Wyoming. A empresa é especializada em cozinha mexicana. O seu menu inclui aperitivos, tostadas, saladas, burritos, sobremesas, enchiladas, tacos, quesadillas, sopas e bebidas. A empresa também fornece serviços de catering. Em outubro de 2017, a rede tinha 120 locais. Em 2023, cresceu para 162 locais.

## História
O Cafe Rio foi fundado em 1997 por Steve e Tricia Stanley em St. George, Utah. Em dezembro de 2004, Bob e Kathleen Nilsen, Spencer K Hill, juntamente com a SKM/Apax Partners, adquiriram a cadeia, que na altura tinha seis restaurantes. Em 2011, Dave Gagnon assumiu o cargo de CEO e COO, ao mesmo tempo que Bob Baker foi nomeado Presidente e CFO. Em 2018, Steve Vaughan tornou-se Diretor Executivo quando Dave Gagnon se reformou. Anteriormente, o Sr. Vaughan era CFO. Em dezembro de 2020, o Cafe Rio estava operando em 135 locais em 11 estados. As receitas do Cafe Rio são inspiradas na culinária tradicional da região do Rio Grande no norte do México, sul do Texas e Novo México. As refeições são preparadas na cozinha de cada restaurante, frescas todos os dias. O prato de assinatura é um burrito de barbacoa de porco doce feito ao estilo enchilada. Está prevista a abertura de 12 novos locais em 2021 e a conversão de alguns locais existentes para incluir drive-thru's.

### Alegações contra o Costa Vida
Em 2005, o Cafe Rio acusou alegadamente o restaurante mexicano Costa Vida (anteriormente conhecido como Costa Azul), sediado no Utah, de roubo de receitas e cópia de segredos comerciais. Os dois restaurantes chegaram a um acordo privado em 2007.